# Jaksartozaur
Jaksartozaur (Jaxartosaurus) Yaxartosaurus – roślinożerny, kaczodzioby dinozaur z rodziny hadrozaurów (Hadrosauridae).
Znaczenie jego nazwy - jaszczur znad rzeki Jaxartes (Jaksartes)
Żył w późnej kredzie (ok. 93–83 mln lat temu) na terenach Azji. Długość ciała ok. 9 m. Jego szczątki znaleziono w Kazachstanie i w Chinach.
Gatunki jaksartozaura:
- Jaxartosaurus aralensis (Riabinin, 1937)
- Jaxartosaurus fuyunensis (Weishampel & Horner, 1990)